# جامعة هامبرغر
جامعة هامبرغر (بالإنجليزية: Hamburger University)‏ هي جامعة تابعة لماكدونالدز تبلغ مساحتها 130,000 قدم مربع (12,000 متر مربع) حيث تقع في أوك بروك، إلينوي، وهي ضاحية شرقية في شيكاغو. صممت هذه الجامعة الاشتراكية لإرشاد الأفراد الموظفين من قبل ماكدونالدز في مختلف جوانب إدارة المطعم. تخرج أكثر من 80,000 مديري مطاعم ومدراء مساعدين.

## الحرم الجامعي
تقع جامعة هامبرغر اليوم على مساحة 80 فدان، ويوجد 19 مدرس مقيم بدوام كامل. وتضم الجامعة 13 غرفة تدريس، حيث تحتوي على 300 مقعد و12 غرفة للتعليم التفاعلي و 3 مختبرات مطبخ. يمكن لمترجمي جامعة هامبرغر توفير الترجمة الفورية، حيث أن للجامعة المقدرة على التدريس ب 28 لغة مختلفة. يتلقى موظفو المطعم ما يقرب من 32 ساعة من التدريب في أول شهر مع ماكدونالدز، ويلتحق بالجامعة ما يزيدعن 5000 طالب كل عام. أشرف راي كروك على الجامعة ودروسها في البداية. على الرغم من أنه توفي عام 1984، ولكن لا تزال تعرض له محاضرات مسجلة على أشرطة الفيديو تستخدم في التدريس.

## الثقافة العامة
تم تناول جامعة هامبرغر بشكل ساخر في فيلم كوميدي عام 1986. كذلك سخر منها ماكدونالدز نفسه في إعلان مع رونالد ماكدونالدز حيث يهر العديد من رسوم الهامبرغر وهي تتخرج من الجامعة.